# Rocco Prestia
Rocco Prestia, geboren als Francis Houghton (Sonora, 7 maart 1951 – Las Vegas, 29 september 2020), was een Amerikaanse bassist, vooral bekend van zijn werk met de funkband Tower of Power.

## Biografie
Prestia werd geboren in Sonora in Californië en begon als tiener elektrische gitaar te spelen. Toen hij auditie deed voor Emilio Castillo's band Tower of Power, haalde Castillo hem over om te wisselen naar elektrische bas. Prestia werkte de volgende drie decennia met de band, voordat hij in 2001 ernstig ziek werd. Zijn fans en vrienden richtten een stichting op om de medische kosten van de artiest te helpen betalen. Op 5 december 2014 onderging Prestia een succesvolle levertransplantatie.
Prestia was een meester in fingerstyle funk, een techniek waarbij hij de snaren met zijn linkerhand licht dempt om een percussief geluid te krijgen, waarbij de toonhoogte helder en nauwkeurig blijft. Dat karakteristieke geluid, in combinatie met een zeer ritmische benadering van baslijnen, maakte Prestia's geluid onmiskenbaar. Samen met James Jamerson, Stanley Clarke, Anthony Jackson en Alphonso Johnson behoort Prestia tot een generatie muzikanten die een revolutie op het gebied van de elektrische bas teweegbrachten en zo het innovatieve werk van Jaco Pastorius halverwege de jaren 1970 inspireerden. De invloedrijke stijl van Prestia is te horen op klassieke Tower of Power-nummers zoals de hit What is Hip uit 1973. Prestia noemt James Jamerson en de verschillende muzikanten die voor James Brown (met name Bootsy Collins) werkten als zijn belangrijkste invloeden.

## Instrumenten
De belangrijkste instrumenten van Prestia waren Fender Precision-bassen (een paarse, transparante American Deluxe met een body van essenhout, een omgekeerde split-pickup en een 2-bands EQ). Hij onderhield een samenwerking met het bedrijf Conklin, dat hem een op maat gemaakt viersnarig instrument leverde, een van de weinige in de catalogus van het bedrijf. In januari 2013 kondigde ESP Guitars aan dat Prestia zich had aangesloten als endorsee. Het bedrijf verwees naar de introductie van hun LTD RB-serie op 22 mei 2014.

## Discografie

### Als leader
- 1999: Everybody on the Bus!

### Met Tower of Power
- 1970: East Bay Grease
- 1972: Bump City
- 1973: Tower of Power
- 1974: Back to Oakland
- 1975: Urban Renewal
- 1975: In The Slot
- 1976: Live and in Living Color
- 1976: Ain't Nothin' Stoppin' Us Now
- 1978: We Came to Play!
- 1979: Back on the Streets
- 1987: Power
- 1991: Monster on a Leash
- 1993: T.O.P.
- 1995: Souled Out
- 1997: Rhythm & Business
- 1997: Direct Plus
- 1999: Soul Vaccination Live
- 2000: Dinosaur Tracks
- 2003: Oakland Zone
- 2009: The Great American Soul Book
- 2018: Soul Side of Town
- 2020: Step Up

## Videografie
- 1993: Fingerstyle Funk
- 1998: Francis Rocco Prestia: Live at Bass Day

- Bibsys: 4023654
- Gemeinsame Normdatei: 102051356X
- International Standard Name Identifier: 0000 0000 5460 8936
- Library of Congress Control Number: nr2003029236
- MusicBrainz: 8e2e2a32-5c39-410a-9473-fd5c1af8acd6
- Virtual International Authority File: 19623907
- WorldCat: E39PBJjXh8wkydWghBJR4qBMfq